# Sör Amsbergs fäbodtjärn
Sör Amsbergs fäbodtjärn är en sjö i Borlänge kommun i Dalarna och ingår i Dalälvens huvudavrinningsområde.